# 古斯塔夫·夏庞蒂埃
古斯塔夫·夏庞蒂埃（法語：Gustave Charpentier，法語發音：[ɡystav ʃaʁpɑ̃tje]；1860年6月25日—1956年2月18日），法國作曲家。生于一个工人家庭，早年曾在纺织厂做过工，后来得到资助进入巴黎音乐学院。1887年获罗马大奖，1900年写出成名作《路易丝》，該作盛演不衰。
夏庞蒂埃崇拜瓦格纳，他的歌剧常采用主导动机的写法，配器精致，音乐技法高超。在题材上选用贴近小市民生活的故事，生动感人，富于现实主义精神，在当时影响很大。

## 生平
他是一个社会主义者，1902年创办了通俗音乐学院，面向工人阶级进行免费音乐教育。1912年当选法兰西学院院士。

## 外部連結
- 古斯塔夫·夏庞蒂埃的免费乐谱，由国际乐谱典藏计划提供